# Rhodochlora libanensis
Rhodochlora libanensis är en fjärilsart som beskrevs av Louis Beethoven Prout 1932. Rhodochlora libanensis ingår i släktet Rhodochlora och familjen mätare. Inga underarter finns listade.